# Zieleniec (wieś w powiecie węgrowskim)
Zieleniec – wieś w Polsce położona w województwie mazowieckim, w powiecie węgrowskim, w gminie Sadowne. Ma status sołectwa.
Wieś została założona na obszarze Puszczy Kamienieckiej. Tereny te należały do kapituły warszawskiej kolegiaty św. Jana Chrzciciela. Kapituła też prowadziła na nich akcję kolonizacyjną. Pierwsze wzmianki o wsi pochodzą z r. 1535, następne z roku 1552. W 1567 r. we wsi była karczma i młyn, uprawiano 6 włók ziemi. Zarazy, trudne warunki życia, następnie potop szwedzki przyczyniły się do wyludnienia wsi. W latach 1673–1674 mieszkało w Zieleńcu 20 osób. Nowi osadnicy pojawili się ok. 1680 r. Ks. Stefan Obłoza zapisał w swojej kronice, że przybyszów „miejscowi zwali... Kurpiami”. Po III rozbiorze Polski miejscowość znalazła się w zaborze austriackim (diecezja lubelska), dobra kościelne stały się własnością państwa. Region ten został włączony w r. 1809 do Księstwa Warszawskiego, w 1815 znalazł się w granicach Królestwa Polskiego. W rezultacie umowy zawartej 30 stycznia 1821 roku z zarządem Królestwa dobra kołodziąskie – jako odszkodowanie za twierdzę Zamość – przeszły na własność Stanisława Zamojskiego. W r. 1827 Zieleniec administracyjnie znajdował się w powiecie węgrowskim, obwodzie siedleckim, województwie podlaskim, w 1877 w guberni siedleckiej. Kiedy w r. 1862 otwarto linię kolejową Warszawa – Petersburg, Zieleniec był jedną z 4 stacji – obok Wołomina, Tłuszcza i Łochowa – pomiędzy Warszawą a Małkinią. Stację tę wymienia w „Emancypantkach” Bolesław Prus:
„Lecz po chwili (przynajmniej jej tak się zdawało) zbudzono ją i zażądano biletu.
– Mam bilet do Małkini – odparła.
– Toteż właśnie odda go pani, bo już minęliśmy Zieleniec”.
Wieś została oczynszowana 20 sierpnia 1861 r. Na mocy ukazu carskiego z 2 marca 1864 r. chłopi stali się właścicielami swoich gospodarstw, przyznano im też prawa do serwitutów.
Budowę drogi Ostrów Mazowiecka – Mińsk Mazowiecki (dziś droga krajowa nr 50), która przecina wieś, rozpoczęto w r. 1891.
W okresie międzywojennym i po II wojnie światowej do Zieleńca przyjeżdżali letnicy. Według spisu z 1921 r. we wsi mieszkało 470 osób: 449 osób wyznania rzymskokatolickiego, 15 mojżeszowego, 2 ewangelickiego i 4 prawosławnego, domów było 56.
W czasie drugiej wojny światowej kilka osób zostało wywiezionych na roboty do Niemiec. W 1944 wieś znalazła się na linii frontu niemiecko-rosyjskiego, wiele budynków uległo spaleniu.
Dzięki zaangażowaniu nauczycielki Kingi Łabno i miejscowej społeczności po drugiej wojnie światowej wybudowano w Zieleńcu szkołę (ostatnie lekcje odbyły się w roku szkolnym 2009/2010) i świetlicę.
W latach 60. i 70. XX w. życie kulturalne koncentrowało się wokół szkoły i „Klubu Rolnika”. Inicjatorem wielu imprez kulturalnych było koło Związku Młodzieży Wiejskiej. Organizowano przedstawienia, zabawy, kuligi; uroczystości uświetniały występy młodzieżowego zespołu muzycznego. W świetlicy odbywały się też projekcje filmowe.
Wieś zelektryfikowano w 1961 r., wodociąg założono w 1999, asfalt na przebiegającą przez wieś drogę wylano w latach 2003–2004, na drogę w kierunku Krupińskiego – w 2009 r.
Na terenie wsi powstał w 1973 r. zakład „Silikaty Sadowne”. Na początku 2015 ówczesny właściciel na terenie obiektu planował zbudować instalację mechaniczno-biologiczną przetwarzania zmieszanych odpadów komunalnych.
Zieleniec leży na obszarze Nadbużańskiego Parku Krajobrazowego, w pobliżu wsi wokół torfowiska Kules wytyczona została ścieżka edukacyjna. Torfowisko otaczają zwydmienia morenowe. Pozostałości piaskowni zwane są Łysymi Górami.
Nazwa wsi jest nazwą przeniesioną, pochodzi od nazwy uroczyska Zieleniec.
W latach 1975–1998 miejscowość należała administracyjnie do województwa siedleckiego.